# 加布里埃莱·维亚内洛
加布里埃莱·维亚内洛（義大利語：Gabriele Vianello，1938年5月6日—），意大利男子篮球运动员。他曾随意大利国家队参加1960年、1964年和1968年三届夏季奥运会，分别获得第四名、第五名和第八名。